# Проєкт «Радуйся, Маріє»
Проєкт «Радуйся, Маріє» — науково-фантастичний роман американського письменника Енді Вейра 2021 року. Події роману розгортаються в недалекому майбутньому. Райленд Грейс, вчитель середньої школи, який став астронавтом, прокидається з коми, уражений амнезією. Поступово він пригадує, що його відправили в сонячну систему Тау Кита, яка знаходиться на відстані 12 світлових років від Землі, щоб знайти спосіб повернути назад процес сонячного затемнення, який може спричинити вимирання людства.
Роман отримав загалом позитивні відгуки та став фіналістом премії Г'юго 2022 року за найкращий роман. Повну аудіокнигу читає Рей Портер. Права на фільм придбала медіакомпанія Metro-Goldwyn-Mayer. Дрю Годдард (який створив однойменний фільм 2015 року за мотивами роману «Марсіянин», який був традиційним видавничим дебютом Вейра) планує створити фільм за мотивами роману, у якому актор Раян Ґослінґ зіграє роль Грейса.

## Сюжет

### Структура сюжету
Історія складається з двох сюжетних ліній, кожна з яких розказана в хронологічному порядку, починаючи з історії на борту космічного корабля «Радуйся, Маріє», де Райленд Грейс раптом повертає свою пам'ять. Ця історія часто перемежовується спогадами, які розкривають попередні події, що призвели до запуску «Радуйся, Маріє».

### Перед запуском
У найближчому майбутньому спостерігається процес глобального затемнення, що збігається з утворенням яскравої лінії від Сонця до Венери. Розрахунки показують, що експоненціальна швидкість затемнення призведе до катастрофічного льодовикового періоду протягом 30 років. Відправлений космічний зонд виявляє, що лінія містить чужорідні мікроби. Уряди світу співпрацюють, надавши колишньому адміністратору Європейського космічного агентства Єві Стратт повноваження працювати незалежно та юридичний імунітет для вирішення проблеми.
Стратт призначає Райленда Грейса, вчителя та колишнього молекулярного біолога, першою людиною, яка досліджуватиме зразок організму, отриманого з Венери, оскільки вона вважає його витратним матеріалом і тому, що його дослідження як молекулярного біолога передбачили тип мікроорганізмів, які, як підозрюють, знаходяться у зразку. Він відкриває, що одноклітинний організм споживає всі форми електромагнітного випромінювання та використовує енергію випромінювання для руху. Оскільки організм споживає енергію від Сонця, Грейс називає його «Астрофаг» (грецьке «пожирач зірок»). Згодом Грейс виявляє, що Астрофаги розмножуються, живлячись теплом Сонця та вуглекислим газом на Венері. Інші вчені виявили, що Астрофаги використовують перетворення маси в енергію за допомогою нейтрино, і їх можна масово розводити для використання ракетним паливом.
Астрономічні дані показують, що Астрофаги також заразили і затемнили сусідні зірки, але одна зірка, Тау Кита, несподівано протистояла зараженню Астрофагів. Зоряний корабель, який працює на Астрофагах, «Радуйся, Маріє», розроблений для подорожі до Тау Кита, щоб отримати знання про стійкість до Астрофагів, і повернення знахідки на Землю за допомогою безпілотних міні-кораблів («жуків», кожен з яких названий на честь свого учасника групи «Бітлз»). Палива та припасів на «Радуйся, Маріє» вистачить тільки для поїздки в один кінець, що робить її суїцидальною місією.
Стратт наказує випустити метан з Антарктиди в атмосферу, щоб зменшити глобальне похолодання, але загроза голоду та воєн за їжу на Землі залишається значною протягом 26 років, які, як очікується, триватиме місія «Радуйся, Маріє».
Оскільки екіпаж із трьох астронавтів подорожуватиме в стані коми, щоб уникнути психіатричних проблем, потенційними астронавтами можуть бути лише люди з відносно рідкісними генами, які допомагають вижити під час коми, включаючи Грейса. Стратт доручає Грейсу підготувати наукових експертів для місії, але наукові експерти гинуть під час вибуху, викликаного необережним поводженням з Астрофагами, незадовго до запуску. Не маючи часу на підготовку заміни, Стратт просить Грейса приєднатися до місії. Коли він відмовляється, вона змушує його. Грейс погрожує скоїти диверсію, тому йому вводять заспокійливе перед стартом, а препарат, що викликає тимчасову амнезію, буде автоматично введений незадовго до того, як він прокинеться на космічному кораблі.

### На борту«Радуйся, Маріє»
Райленд Грейс виходить із коми, не пам’ятаючи ні своєї особи, ні ситуації. По ходу місії Грейс робить висновок про поточну ситуацію, а його пам'ять поступово повертається. Грейс виявляє, що члени його екіпажу загинули в польоті, і відправляє їхні останки у космос.
«Радуйся, Маріє», незабаром досягає Тау Кита, і до нього наближається інопланетний корабель, який Грейс називає «Бліп-А». Інший корабель вказує, що його домашня система 40 Ерідана також уражена Астрофагами. Бліп-А причалює до «Радуйся, Маріє», і два кораблі встановлюють перший контакт. Грейс розробляє систему для спілкування з павукоподібним прибульцем, якого Грейс називає «Роккі» через його екзоскелет, схожий на камінь. Роккі, досвідчений інженер, єдиний, хто вижив з команди свого корабля, пробув у системі Тау Кита вже 46 років; Грейс робить висновок, що інші члени команди загинули від космічного випромінювання, про існування якого еріданці не здогадувались.
Крім того, незнайомі з концепцією відносності, еріданці значно переоцінили кількість палива, необхідного для подорожі до Тау Кита, і корабель Бліп-А має достатньо палива на основі Астрофагів, щоб обидва кораблі могли повернутися на свої планети. Грейс усвідомлює, що те, що колись було місією самогубця, тепер може закінчитися його поверненням на Землю. Він фантазує про конфлікт зі Стратт за те, що та змусила його летіти.
Грейс і Роккі виявляють планету на орбіті навколо Тау Кита, на якій розвинулись Астрофаги, яку Роккі називає на честь своєї подруги, яка чекає его в системі 40 Ерідана. Грейс вирішив вибрати назву «Адріанна» як переклад англійською мовою на честь Адріанни Пенніно, дружини вигаданого Роккі Бальбоа (тобто планета тепер названа на честь цього іншого «подружжя Роккі»). В атмосфері планети міститься природний хижак, який полює на Астрофагів. Під час збору зразка з атмосфери Адріанни відбувається пролом в корпусі, і Грейс і Роккі ризикують життям, щоб врятувати один одного. Грейс зазнає серйозних опіків, коли рятує Роккі, який отримав серйозні травми, але зрештою одужує. Зі зразка виявлено, що хижак, який полює на Астрофагів, є мікробом, якого Грейс назвав «Таумеба».
Після раптового росту кількості Таумеби на «Радуйся, Маріє», де всі Астрофаги у паливних баках корабля були знищені Таумебами, Грейс і Роккі опиняються у скрутному становищі на орбіті, що затухає, над Адріанною. Їм вдається врятуватися завдяки встановленню міні-кораблів «жуків» на корпус корабля та використанню їх міні-двигунами. Потім Грейс і Роккі використовують процес селекційного розведення, щоб отримати зразки Таумеби, які зможуть вижити в обох їхніх домашніх сонячних системах.
Роккі заправляє «Радуйся, Маріє» Астрофагами, і вони розлучаються, направляючись кожний до своєї сонячної системи. По дорозі Грейс виявляє, що в процесі розведення він випадково розвив в Таумебах здатність проникати в їхні контейнери та виходити з них. Хоча Грейсу вдається вирішити цю проблему на «Радуйся, Маріє», він розуміє, що Бліп-А зроблено з матеріалу, ідентичного матеріалу контейнерів, і що Таумеби знищать все паливо, залишивши корабель Роккі некерованим.
Через обмежені запаси їжі Грейс змушений вибирати між тим, щоб особисто повернутися на Землю як герой, але приректи еріданців, або врятувати Роккі та еріданців, але потім померти від голоду на Ерідані (де середовище не дозволяє виробляти для нього їжу). Грейс обирає останнє, відправляючи кораблів-жуків назад на Землю разом із зразками Таумеби, а сам знаходить некерований Бліп-А та возз'єднується з Роккі через три місяці після їх відльоту. Роккі надзвичайно радий і вказує на можливість того, що Грейс може харчуватися Таумебами, даючи йому шанс вижити.
Вони повертаються до Ерідану, вирішуючи проблему Астрофагів еріданців. Використовуючи цифровий архів людських знань, наданий Грейсу Стратт, еріданці створюють середовище, яке дозволяє Грейсу жити на Ерідані, де він стає вчителем еріданської молоді. Приблизно через 16 років (саме стільки часу потрібно, щоб світло від нашого Сонця потрапило до Еридану), Роккі повідомляє Грейса, що інфекція Астрофагів навколо Сонця також зменшилася, що означає, що місія Грейса була успішною і що земні вчені знайшли рішення після того, як вони отримали «жуків» із зразками Таумеби. Знаючи, що людство вижило на Землі, Грейс розглядає можливість повернутися на Землю, оскільки корабель «Радуйся, Маріє» все ще працездатний та перебуває на орбіті навколо Ерідана, але вирішує відмовитися від цього, оскільки в нього є друзі на Ерідані (особливо Роккі), і він вважає свою нову кар'єру вчителя корисною.

## Персонажі
- Райленд Грейс — головний герой роману, розчарований молекулярний біолог, який стає вчителем природничих наук у середній школі, перш ніж його залучає Єва Стратт вивчати Астрофагів.
- Єва Стратт — голландка, раніше адміністратор Європейського космічного агентства, якій згодом надано абсолютні повноваження зупинити Астрофагів, що призвело до місії «Радуйся, Маріє». Вейр описує Стратт разом із Грейс як двох людських «героїв» книги[5].
- Роккі — інженер-інопланетянин із системи 40 Ерідана, планеті якого також загрожують Астрофаги. Через те, що він був захищений стійкими до радіації Астрофагами, він не підпадає під вплив космічного випромінювання і виживає, а решта його товаришів по екіпажу — ні. Зрештою Роккі зустрічає корабель «Радуйся, Маріє», і працює разом з Грейсом.
- Яо Лі-Цзе — призначений командир екіпажу «Радуйся, Маріє». Він помирає на шляху до Тау Кита.
- Олеся Ілюхіна — призначений інженер і фахівець з позакорабельної діяльності команди «Радуйся, Маріє», груба, гедоністична та життєрадісна. Вона помирає на шляху до Тау Кита.
- Доктор Локкен — норвезька вчена, яка бере участь у розробці корабля «Радуйся, Маріє», його обертальної сили тяжіння[en], а також захисту від радіації. У неї з Грейсом виникає короткочасна суперечка через наукову роботу, яку він написав.
- Дмитро Коморов — російський вчений, який розробляє систему руху на основі Астрофагів для «Радуйся, Маріє» та відкриває їх здатність до перетворення маси.
- Стів Хетч — дослідник з Університету Британської Колумбії. Він розробляє зонди «Жук» і є затятим шанувальником гурту Beatles. Його описують як дуже балакучого та оптимістичного.
- Мартін Дюбуа — американець і призначений спочатку науковий радник місії «Радуйся, Маріє». Він гине під час вибуху за дев'ять днів до запуску. Його описують як чесного та товариського.
- Енні Шапіро — призначена спочатку резервна наукова радниця місії «Радуйся, Маріє». Вона гине разом з Мартіном під час вибуху.
- Роберт Ределл — експерт із сонячної енергетики з Нової Зеландії. Ределл відбуває покарання за розтрату та смерть семи техніків під час випробувань. Він погоджується розробити метод швидкого розведення Астрофагів.
- Франсуа Леклерк — французький кліматолог, який допомагає уповільнити кліматичні зміни, спричинені поглинанням сонячної енергії Астрофагами, завдяки розробці методу викиду в атмосферу метану, який міститься в льодових покривах Антарктики[en] за допомогою використання термоядерних бомб.

## Виробництво
У статті-профілі в The New York Times Вейр каже, що після завершення «Марсіянина» він почав багатотомну космічну оперу під назвою «Жек» про речовину, яка може поглинати електромагнітне випромінювання та використовуватися як паливо для міжзоряних подорожей. Він написав 75 000 слів, перш ніж покинути проєкт і почати свій роман «Артеміда» (2017). Кілька елементів із «Жек» було принесено до твору «Проєкт „Радуйся, Маріє“», включно з персонажем безжального бюрократа та речовиною, що поглинає енергію, яка використовується як паливо для зорельотів.

## Публікація
Роман «Проєкт „Радуйся, Маріє“» був опублікований 4 травня 2021 року видавництвом Ballantine Books. Він доступний у друкованому форматі, а також у форматах електронної книги та аудіокниги. Аудіокнига, озвучена Реєм Портером, використовує мелодійні звукові ефекти у фоновому режимі щоразу, коли «Роккі» говорить.

## Відгуки
«Проєкт „Радуйся, Маріє“» отримав загалом позитивні відгуки. Пишучи для The New York Times, автор наукової фантастики Алек Невала-Лі написав: «Для читачів, які можуть пробачити недоліки роману, результатом стане захоплююча космічна одіссея». Рецензійний журнал Kirkus Reviews відзначив книгу рецензією із зірочкою, описавши її як «Незабутню історію про виживання та силу дружби — не що інше, як шедевр наукової фантастики».
У своїй рецензії для The Washington Post президентка SFWA та письменниця наукової фантастики Мері Робінет Коваль згадує, що в цій книзі є багато речей, за які її варто полюбити, наприклад, заразливий ентузіазм Грейса щодо науки. У той же час Коваль згадує деякі з багатьох недоліків роману, такі як відсутність використання контрольних списків, які застосовуються в галузях авіації, астронавтики та медицини для зменшення кількості помилок, спричинених людиною; в романі Грейс ігнорує контрольні списки, хоча завдяки їх використанню міг би запобігти численним помилкам у судженні.
Рецензент журналу Локус написав: «Проєкт „Радуйся, Маріє“» — це не просто переказ «Марсіянина». Натомість це відзначення голосу Вейра… Жваве поєднання науки та фантастики Вейра в «Проєкті „Радуйся, Маріє“» — це повернення до роботи, яка зробила його тим, ким він є". Рецензент The Boston Globe написав, що «Проєкт „Радуйся, Маріє“» є захоплюючою космічною сагою, яка обертається — іноді в буквальному сенсі — в геніальних напрямках".
У травні 2021 року «Проєкт „Радуйся, Маріє“» дебютував під номером 3 у списку бестселерів The New York Times у категорії «Художня література в комбінованих форматах друку та аудіокниги». До серпня 2021 року книга була в цьому списку 9 тижнів. Крім того, «Проєкт „Радуйся, Маріє“» протягом трьох тижнів у лютому 2022 року займав перше місце в списку бестселерів аудіохудожників New York Times.
Роман дебютував під номером 2 у списку бестселерів SoCal Лос-Анджелес Таймс для художньої літератури в твердій обкладинці та під номером 6 у списку бестселерів художньої літератури в твердій обкладинці The Wall Street Journal протягом того ж місяця. У середині серпня книга все ще була в списку Лос-Анджелес Таймс.
У серпні 2021 року «Проєкт „Радуйся, Маріє“» дебютував під номером 1 у списку бестселерів Locus у твердій обкладинці залишаючись на першій позиції п'ять місяців поспіль а потім опустився на нижчу позицію, залишаючись у списку протягом 11 місяців поспіль до червня 2022 року. Станом на серпень 2021 року, роман залишився у згаданих списках бестселерів.
Білл Гейтс і Барак Обама додали книгу до своїх відповідних книжкових рекомендацій за 2021 рік.

## Нагороди
- Нагорода «Дракон» за найкращий науково-фантастичний роман[en][24]
- Найкраща наукова фантастика 2021 року, Goodreads Choice Awards[en][25]
- 2022 Audie Award for Science Fiction[en][26]
- 2022 Audie Award for Audiobook of the Year[en][26]
- Премія Сейун 2022 року за найкращу перекладену довгу роботу[27]

## Екранізація
Вейр продав права на екранізацію книги медіакомпанії Metro-Goldwyn-Mayer на початку 2020 року за 3 мільйони доларів. Раян Ґослінґ підписав контракт на головну роль і продюсування проєкту в березні 2020 року, Філ Лорд і Крістофер Міллер підписали контракт на режисури фільму в травні, а Дрю Годдард, який раніше екранізував дебютний роман Вейра «Марсіянин», у липні погодився написати сценарій. У травні 2023 року стало відомо, що виробництво фільму розпочнеться на початку 2024 року у Великій Британії.